# Borriana
Borriana – miejscowość i gmina we Włoszech, w regionie Piemont, w prowincji Biella.
Według danych na styczeń 2009 gminę zamieszkiwały 903 osoby przy gęstości zaludnienia 170,4 os./1 km².